# Río Atoyac (Oaxaca)
El río Atoyac es un río en Oaxaca, México. El Atoyac desemboca en el río Verde, el cual vacía sus aguas en el océano Pacífico cerca de la Laguna de Chacahua, en el Parque Nacional Lagunas de Chacahua, a 90 km al oeste de Puerto Escondido. El terreno montañoso de la región que ocupa no permite la existencia de ríos navegables; en su lugar, hay una gran cantidad de ríos más pequeños, que a menudo cambian de nombre de una zona a otra. La divisoria continental atraviesa el estado, lo que significa que existe drenaje tanto hacia el golfo de México como hacia el océano Pacífico. La mayor parte del drenaje hacia el golfo está representada por los ríos Papaloapan y Coatzacoalcos, y sus afluentes como los ríos Grande y Salado. Tres ríos concentran la mayor parte del agua que fluye hacia el Pacífico: el río Mixteco, el río Tehuantepec y el Atoyac, con sus afluentes.
Durante el huracán Odile de 1984, dieciocho pasajeros y tres tripulantes se ahogaron debido a las inundaciones en el río Atoyac.
El río Atoyac es un río en Oaxaca, México . El Atoyac desemboca en el Río Verde, que desemboca en el Pacífico cerca de la Laguna Chacahua, en el Parque Nacional Lagunas de Chacahua, a 90 km. A 10 km al oeste de Puerto Escondido . El terreno montañoso de la región que ocupa no permite la existencia de ríos navegables; en cambio, existe una gran cantidad de ríos menores, que a menudo cambian de nombre según la zona. La divisoria continental atraviesa el estado, lo que significa que tiene drenaje hacia el Golfo de México y el Océano Pacífico. La mayor parte del drenaje hacia el Golfo está representada por los ríos Papaloapan y Coatzacoalcos y sus afluentes, como los ríos Grande y Salado. Tres ríos representan la mayor parte del agua que se dirige al Pacífico: el río Mixteco, el río Tehuantepec y el río Atoyac, con sus afluentes. 
Durante el huracán Odile de 1984, dieciocho pasajeros y tres tripulantes se ahogaron en las inundaciones del río Atoyac. 